# Waipounamu Māori
Los Waipounamu Māori («maoríes del agua de piedra verde») son un grupo de iwis (tribus) maoríes que habitan en la Isla Sur de Nueva Zelanda, llamada Te Waiponamu. Incluye las iwi de Ngāi Tahu y el histórico iwi de Kāti Māmoe, quiénes ocupan casi toda la isla excepto por los distritos del norte. También incluye Te Tau Ihu Māori (Norte de la isla Sur) iwi, como Ngāti Toa, Te Atiawa o Te Waka-un-Māui, Ngāti Apa ki te Rā Tō, Rangitāne, Ngāti Kuia, Ngāti Rārua, Ngāti Kōata y Ngāti Tama.
Muchos iwi, como Ngāti Toa y Ngāti Tama, también han tenido tradicionalmente rohe (tierras tribales) en la Isla Norte.
El nombre Te Waipounamu para la Isla Sur surgió de los Ngāi Tahu, la principal Māori iwi de la región del sur de Nueva Zelanda, quién utilizó el resistente jade de la zona (en inglés, greenstone) para fabricar azuelas y otras herramientas. Se valoró particularmente un tipo de nefrita más pálida que los maoríes llaman inanga, extraída de un área remota ahora llamada Dart Valley («valle de dardo»). Los māori nombraron al sitio Te Wāhi Pounamu («la tierra de piedra verde»), para más tarde llamarse toda la isla así. Esto evolucionó a Te Wai Pounamu («el [o las] agua[s] de piedra verde») pero aguanta ninguna relación al significado original.